# Сикейра, Яго
Я́го Сике́йра Аугу́сто (порт.-браз. Iago Siqueira Augusto; 14 марта 2000, Пирасунунга) — бразильский футболист, полузащитник клуба «Рига».

## Биография
Родился в городе Пирасунунга штата Сан-Паулу. На родине на детско-юношеском и молодежном уровне выступал за «Коринтианс», «Униан Можи» и «Гуарильюс». В начале января 2019 года выехал за границу, где стал игроком молодежной команды «Униан Лейрия». Через полгода закрепиться в команде не удалось, поэтому уже вскоре его покинул команду.
В начале июля 2019 года присоединился к «Олейрушу». На профессиональном уровне дебютировал 15 сентября 2019 года в ничейном (0:0) домашнем поединке 4-го тура группы С третьей лиги чемпионата Португалии против «Торренсе». Сиккейра вышел на поле на 75-й минуте вместо своего соотечественника, Майкла Сантуша. Первым голом в профессиональном футболе отличился 17 ноября 2019 на 51-й минуте победного (1:0) домашнего поединка 11-го тура группы C третьей лиги чемпионата Португалии против «Агеды». Яго вышел на поле в стартовом составе, а на 69-й минуте его заменил кабовердинский Джимми. В сезоне 2019/20 годов сыграл 21 матч (2 гола) в третьей лиге Португалии. По завершении сезона свободным агентом покинул «Олейруш». После этого выступал за другие клубы третьей лиги чемпионата Португалии, «Сертаненсе» (группа Е) и «Алваренга» (группа C).
С июля 2022 года находился без клуба. В начале 2023 года присоединился к «Фламенго» из Сан-Паулу. В серии A2 Лиги Паулисты (второй дивизион чемпионата штата Сан-Паулу) сыграл 8 матчей и отозвался 1-м голом.
В середине июля 2023 года подписал 3-летний контракт с «Вересом». Дебютировал за клуб 28 июля 2023 в проигранном (0:2) матче 1-го тура Премьер-лиги Украины против житомирского «Полесья». Сикейра вышел на поле в стартовом составе, а на 79-й минуте его заменил Станислав Шарай. Первый мяч за ровенчан в УПЛ забил 1 сентября 2023 в домашней игре против одесского «Черноморца» (3:1).